# Loeseneriella clematoides
Loeseneriella clematoides är en benvedsväxtart som först beskrevs av Ludwig Eduard Theodor Loesener, och fick sitt nu gällande namn av Rudolf Wilczek. Loeseneriella clematoides ingår i släktet Loeseneriella och familjen Celastraceae. Inga underarter finns listade.